# Kolbenfinger-Laubfrosch

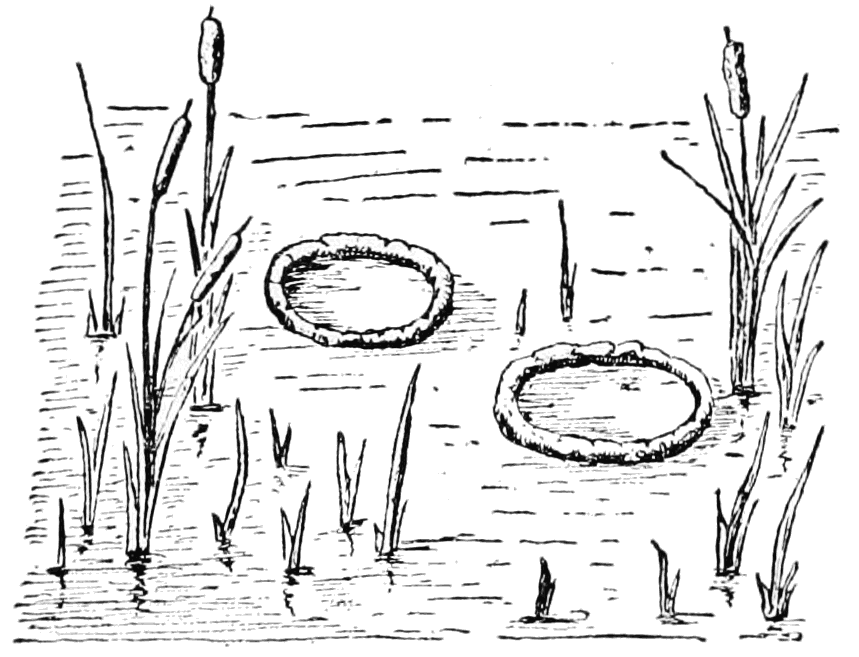
Die ringförmigen Schlammnester des Kolbenfinger-Laubfroschs (Zeichnung, 1901).

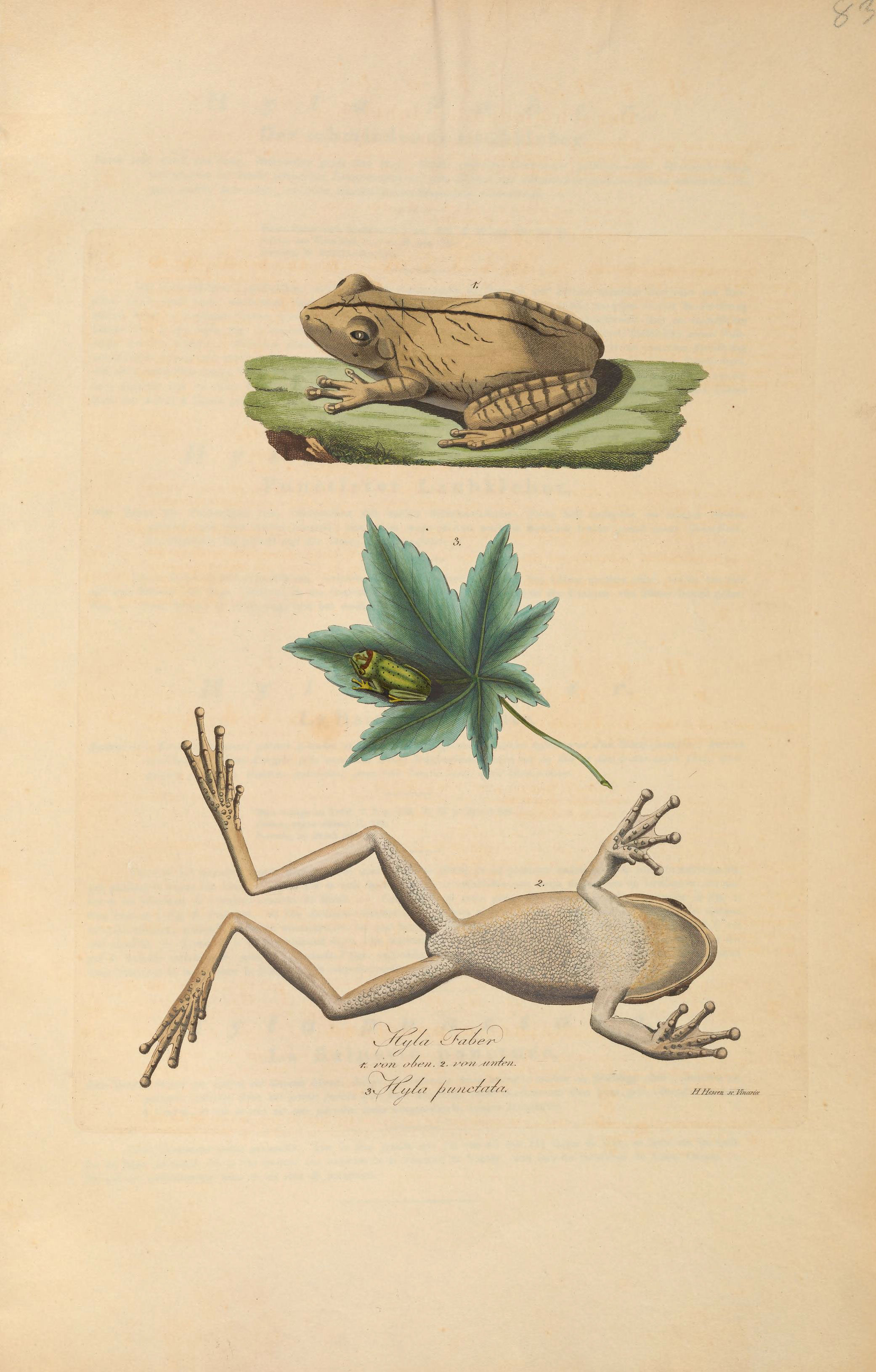
Abbildung von Hyla faber aus Heft 7 von Maximilian zu Wied-Neuwieds Abbildungen zur Naturgeschichte Brasiliens, 1824.

Der Kolbenfinger-Laubfrosch (Boana faber, Syn.: Hypsiboas faber), auch Schmied genannt, ist ein Vertreter aus der Familie der Laubfrösche. Sein Name leitet sich von den Rufen ab, die wie Hammerschläge auf einen Amboss klingen.

## Aussehen
Die Männchen des Kolbenfinger-Laubfroschs erreichen eine Kopf-Rumpf-Länge von 8,5 bis 9,5 Zentimetern, die Weibchen von 9 bis 10 Zentimetern. Die Tiere haben eine bräunlich gelbe bis braune Färbung. Der Bauch ist gelblich oder weiß. Am Rücken und den Beine sind mehr oder wenige kleine schwarze Punkte vorhanden, bei manchen Exemplaren auch gar keine. An allen Zehen sitzen Haftorgane.

## Lebensraum
Diese Art kommt in Brasiliens vor, dort in den Bundesstaaten Pernambuco und Rio Grande do Sul in den Biomen Mata Atlântica und Cerrado. In Paraguay ist er im Südosten anzutreffen, in Argentinien in der Provinz Misiones. Der Schmied bewohnt die Wälder, Parkanlagen und Gärten in der Nähe von Sümpfen und anderen Gewässern.

## Lebensweise
Der Kolbenfinger-Laubfrosch ernährt sich von kleineren Insekten, Würmern und Krebstieren. Er hält sich meist auf Bäumen auf.

## Fortpflanzung
In der Fortpflanzungszeit heben die Männchen bis zu 10 Zentimeter tiefe Gruben am Rand kleinerer Tümpel oder größere Pfützen aus. Mit Hilfe ihrer Vorderbeine schichten sie danach einen 10 Zentimeter hohen Damm aus Schlamm um diese Wasserstelle. Die Innenwände des so geschaffenen, wasserdichten Tümpels streifen sie mit ihren Fingern sorgfältig glatt. In der Paarungszeit geben die Männchen nachts laute Töne ab, die an das Schlagen eines Hammers auf einen Schmiedeamboss erinnern, um ein Weibchen zur Paarung anzulocken.
Nach erfolgreicher Paarung legt das Weibchen zahlreiche kleine Eier in den Tümpel. Die Eier sind oberseits schwarz und unterseits hell. Sie bedecken als Eifilm die Wasseroberfläche.  Die Kaulquappen ernähren sich von Pflanzenresten und totem tierischen Material. Die Entwicklung zum Frosch dauert mehrere Wochen. Nach der Metamorphose sind die Frösche bereits 35 Millimeter lang.

## Gefährdung und Schutzmaßnahmen
Da diese Art relativ weit verbreitet ist und es keinerlei konkrete Gefährdungen bekannt sind, wird sie von der IUCN als (Least Concern) nicht gefährdet eingestuft.

## Systematik und Taxonomie
Der Frosch wurde von Maximilian zu Wied-Neuwied in seinem 1821 erschienenen Bericht Reise nach Brasilien in den Jahren 1815 bis 1817 erstmals beschrieben. Maximilian zu Wied-Neuwied nannte ihn Hyla faber Es gibt zwar kein konserviertes Typusexemplar, jedoch eine Abbildung in Heft 7 von Wied-Neuwieds Abbildungen zur Naturgeschichte Brasiliens, erschienen 1824. Die Art wurde später in die Gattung Hypsiboas gestellt, für diese Gattung wurde aber im Jahr 2017 von Alain Dubois der Name Boana vorgeschlagen. Die Datenbank Amphibian Species of the World hat diese Korrektur bereits übernommen.